# Орган публичной власти
О́рганы публи́чной вла́сти — организации, реализующие публичную власть в обществе и государстве.
Органы публичной власти предназначены для управления обществом на его разных уровнях. Их принято делить на органы государственной власти или государственные органы (центральные, региональные (местные) органы власти) и органы местного самоуправления (местные органы власти). В современном российском законодательстве до 2020 года отсутствовало понятие «органа публичной власти», которое является собирательным для правовых понятий «органа государственной власти» и «органа местного самоуправления», осуществляющие и олицетворяющие публичную власть на территории государства. В соответствии с Законом России о поправке к Конституции России от 14 марта 2020 года № 1-ФКЗ «О совершенствовании регулирования отдельных вопросов организации и функционирования публичной власти» публичная власть стала относиться к федеральному ведению. Система и структура органов публичной власти в отдельном государстве определяется ведущей политической силой и закрепляется в высших нормативно-правовых актах. В различных государствах и странах конституциями или постановлениями высших государственных органов власти выделены различные органы и институты, отвечающие за повышение контроля над гражданами, национальными, региональными, местными и иностранными организациями и органами власти, партиями. Например, службы финансового контроля, советы безопасности, прокуратуры, центральные избирательные органы. На региональном и местных уровнях количество различных органов публичной власти и самоуправления может быть различным и варьироваться в зависимости от конституции государств и стран (регионов), указов и постановлений различных органов власти как высших, так и региональных.

## Понятие органа публичной власти
Понятие органа публичной власти можно определить через понятие публичной власти. Публичная власть в соотнесении с понятием государственной власти является более широким и, соответственно, включает в себя последнее. Аналогично и с понятием орган публичной власти: оно включает в себя понятие органа государственной власти, является более широким.
Органы публичной власти принято делить следующим образом:
1. Органы государственной власти. В свою очередь делятся на:
  - центральные (общенациональные) органы государственной власти
  - региональные органы государственной власти
2. Органы местного самоуправления

## Признаки органа публичной власти
Независимо от правовой природы (государственные или негосударственные) органы публичной власти обладают рядом специфических признаков:
1. Их деятельность направлена на удовлетворение общественных (публичных) интересов, в силу чего они выступают от имени всего общества или его части (населения субъекта федерации, муниципальной территории).
2. Порядок их формирования и деятельности строго регламентирован нормативно-правовыми актами (конституцией, законами, подзаконными актами, актами местного самоуправления). Они могут действовать по принципу: можно только то, что предписано соответствующим нормативно-правовым актом (в отличие от граждан, которые в большинстве случаев действуют по принципу: можно все, что не запрещено законом).
3. Деятельность этих органов носит публично-властный характер и оформляется в подавляющем большинстве случаев в виде формально-правовых решений, подлежащих обнародованию. Отсюда принцип: не опубликованный акт юридической силы не имеет. Эти органы лишь в незначительной мере используют устные решения и приказы.

## Органы государственной власти
Органы государственной власти — это специальным образом организованные органы, реализующие властные функции на государственном уровне (федеральном и региональном).

## Органы местного самоуправления
Муниципалитет в лице местной администрации в Российской Федерации, на основании ст. 68 Федерального закона «Об общих принципах организации местного самоуправления в России» от 06.10.2003 N 131-ФЗ с одобрения местных органов публичной (представительной) власти: дум, собраний, советов — может выступать учредителем и соучредителем АО и ООО.

## Органы публичной власти в Российской Федерации
В Российской Федерации — России в соответствии с Конституцией России органы власти разделяются на:
- федеральные органы государственной власти
- органы государственной власти субъектов Российской Федерации (региональные)
- органы местного самоуправления (местные).

Первые два уровня относятся к государственной власти и, соответственно, являются государственными органами, третий (местные органы) относится к особой категории публичной власти — местному самоуправлению, и закреплён главой 8 Конституции России.
Органы публичной власти России разделяются как по вертикали (по уровням власти: федеральный, региональный, местный), так и по горизонтали в соответствии с принципом разделения властей (законодательная, исполнительная, судебная ветви власти).
Высшим должностным лицом, не относимым ни к одной из ветвей власти, в соответствии с Конституцией является Президент России.
| Система органов публичной власти в России | Система органов публичной власти в России | Система органов публичной власти в России | Система органов публичной власти в России |
| Ветвь власти                              | Законодательная | Исполнительная | Судебная |
| ----------------------------------------- | --- | --- | --- |
| Федеральный уровень (Президент)           | Президент России не относится ни к одной ветви власти, возвышается над ними, без прямого руководства, обеспечивая их согласованное функционирование | Президент России не относится ни к одной ветви власти, возвышается над ними, без прямого руководства, обеспечивая их согласованное функционирование | Президент России не относится ни к одной ветви власти, возвышается над ними, без прямого руководства, обеспечивая их согласованное функционирование |
| Федеральный уровень                       | Федеральное Собрание России (Государственная дума; Совет Федерации)                                                                                 | Правительство России и ФОИВ | Суды общей юрисдикции, арбитражные суды, Конституционный суд России                                                                                 |
| Уровень субъекта России                   | Законодательные (представительные) органы субъектов России                                                                                          | Органы исполнительной власти субъектов России | Мировые судьи |
| Местное самоуправление                    | Представительные органы местного самоуправления | Органы исполнительной власти местного самоуправления                                                                                                | — |

## Система органов государственной власти в России
Следует различать органы государственной власти от государственных органов. Государственные органы — понятие более широкое: в России их отличительным признаком является то, что они создаются в законодательном порядке, финансируются из бюджета (федерального, регионального), наделяются компетенцией в соответствии со статьями 71, 72, 73 Конституции России. Органы государственной власти в России — это государственные органы, к тому же ещё и наделённые властными полномочиями в соответствии с Конституцией России (ст. 11).
К федеральным органам государственной власти относятся:
- Администрация главы государства — Администрация Президента
- Федеральный законодательный орган — Федеральное собрание России;
- Правительство — Правительство Российской Федерации во главе с Председателем Правительства;
- Федеральные органы исполнительной власти: Министерства России, федеральные службы и федеральные агентства России, руководство которыми осуществляют Президент России либо Председатель Правительства России;
- Судебные органы — Верховный Суд Российской Федерации, Конституционный суд, федеральные суды (см. Судебная система России).

На уровне субъектов Российской Федерации существуют органы власти:
- высшее должностное лицо субъекта России (может возглавлять исполнительную власть субъекта России);
- законодательной — законодательный (представительный) орган субъекта России;
- исполнительной — Правительство субъекта России, органы исполнительной власти субъекта России (Министерства, департаменты, управления, отделы) и их территориальные органы (если создаются);
- судебной — мировые судьи.

Все остальные органы, как то: Администрация главы государства или высшего должностного лица субъекта России, прокуратуры, следственный комитет России, Счётная палата России, контрольно-счётный орган субъекта России, Конституционное собрание России (орган до сих пор не создан), избирательные комиссии (Центральная, субъекта России), уполномоченный по правам человека (ребёнка, малочисленных народов) и прочие — являются государственными органами. Для справки см. ОК 006—2011 (Общероссийский классификатор органов государственной власти и управления).

## Система органов местного самоуправления в России
На уровне местного самоуправления существуют только органы с функцией исполнительной власти. В России на муниципальном уровне Законы не принимаются. Представительный орган муниципального образования (например, какая — либо Городская Дума) наряду с администрацией муниципального образования (местная администрация) всего лишь участвуют в процессе реализации федеральных и региональных законов.